# 合成ムスク
合成ムスク（ごうせいムスク、英: Synthetic musk）は、麝香の香気（ムスク香）を持つ有機化合物のうち、天然に存在せず人工的に合成された香料の総称である。天然のジャコウジカから採取される麝香の国際取引はワシントン条約により禁止されており、需要のほとんどは合成ムスクで賄われる。

## 構造
化学構造の違いにより大環状ムスク、ニトロムスク、多環状ムスクとその他の化合物に大別され、多環状ムスクはさらにテトラリン系ムスク、インダン系ムスク、イソクロマン系ムスク、ステロイドムスクに分類できる。2015年、天然ムスクや構造の異なる合成ムスクが、嗅球の内側前部の、一般的な匂いより限られた領域で受容され、ムスク香として感じられることが発表された。

### 大環状ムスク

ムスコンの構造式

1926年にレオポルト・ルジチカにより、ジャコウジカの香嚢から単離された化合物の構造が解明され、ムスコンと名付けられた。翌1927年にM.Kerschbaumがアンゲリカ(セイヨウトウキ)の精油からムスク香を持つシクロペンタデカノリドを発見するなど、古くから研究が進められた。ラクトン、大環状アルコール、酸無水物、カーボネート、含硫・含窒化合物など多くの化合物が合成されたが、こんにち香料として工業的に生産されているものは比較的少ない。代表的な大環状ムスクとして、ケトン構造を持つムスコンやシベトン、シクロペンタデカノン、シクロヘキサデセノン、ラクトン構造を持つシクロペンタデカノリド、シクロヘキサデカノリド、アンブレットリド、エチレンブラシレートなどがある。ルジチカは、合成ムスクを含む環状ケトンの研究が評価され、1939年にノーベル化学賞を受賞している。大環状ムスクはニトロムスクに比べ人体への安全性が高く、多環状ムスクに比べ生分解性が高い特徴があるが、比較的高価であるため使用量は多くない。

### ニトロムスク

ムスクケトンの構造式

ニトロムスクの開発は、1888年に、TNTの改良を目指してアルベルト・バウアーが合成したムスクバウア（2,4,6-トリニトロ-3-tert-ブチルトルエン）に始まる。この化合物は爆薬にこそ使えなかったが、香料に転用し、特許を取得することでバウアーは商業的に成功を収めた。ジボダン社のM.S.Carpenterは40種を越える類縁化合物を合成し、ムスク香を有するための一般則を発見したが、ムスクチベテンとモスケン以外では、ムスクキシレン、ムスクアンブレット、ムスクケトンより優れたものはなかった。このうち、ムスクキシレンは安価であるため広く使われたが、難分解性で生物に蓄積するおそれがあるとして日本では使用不可となっている。ニトロムスクは、分子構造的には天然ムスクとは関連が無い。ニトロムスク類はTNT同様に爆発性がある。

### 多環状ムスク

ガラクソリドの構造式

多環状ムスクは1900年代前半より盛んに研究が行われ、ニトロ基を持たない初の合成ムスクとして、インダン骨格を持つファンソリド、これに次いでテトラリン骨格を持つトナリドが開発された。イソクロマン系ムスクは比較的最近に開発され、ガラクソリドが代表的である。このほか、
インダン系ムスクにはトラセオライドやセレストリド、テトラリン系ムスクにはベルサリド、ステロイド系ムスクとしてアンドロステノールがあるが、ベルサリドは神経毒性および色素脱失性があることが明らかになり、香料としての使用は禁止された。

### その他
上記のいずれにも該当しない合成ムスクにはムスクピリジン、ピリジノファン、エチルシトロネリルオギザレート、チオラクトン、脂環式ムスクのヘルベトリドなどがある。

## 用途
香水や化粧品、石鹸などのフレグランスとしての利用が主であるが、食品用フレーバーとしても、アンブレットリドやムスクケトンなどが少量使われることがある。